# 吉安·加斯托内·德·美第奇
吉安·加斯托内·德·美第奇（義大利語：Gian Gastone de' Medici；1671年5月24日—1737年7月9日）是美第奇家族第7任也是最后一任的托斯卡纳大公。吉安是科西莫三世的次子。1697年吉安的姐姐安娜·玛丽亚·路易萨安排吉安和一个富裕的寡妇萨克森劳恩堡的安娜·玛丽亚·弗郎西斯卡结婚，吉安鄙视她，而安娜亦然，夫妻俩没有后代。当吉安·加斯托内的长兄费迪南多去世后，吉安在1723年继承科西莫三世，担任托斯卡纳大公。
他的统治期间一反前任的保守政策，废除针对穷人的税收政策，废除限制犹太人的刑事法律和停止公开处决 。美第奇家族期待一位男性继承者；他的父亲科西莫三世希望女儿普法尔茨选侯夫人安娜·玛丽亚·路易萨继任吉安，但西班牙、大不列颠、奥地利和荷兰否决了科西莫的提案，并指名瑪麗·德·麥地奇的玄孫菲利普五世 (西班牙)的儿子西班牙的卡洛斯继任。之后在《1738年维也纳和約》的初期和平协议中，卡洛斯又把他的继承权转让给了洛林的弗朗茨·史蒂芬。1737年7月9日，随着吉安的死亡和弗朗茨·斯蒂芬的即位，也终结了美第奇家族对佛罗伦萨近300年的统治。

## 传记

### 早年生活
吉安出生在1671年5月24日，他的祖父费迪南多二世的周年忌日，父母分别是科西莫三世和法國奧爾良家族的瑪格麗特-路易絲。吉安的洗礼名乔凡尼·巴蒂斯塔·加斯托内，来源于他母系的祖父奥尔良公爵加斯东。科西莫和玛格丽特经常争吵，在吉安出生后的4年，玛格丽特离开佛罗伦萨返回了法国，吉安和他的兄长以及姐姐留在佛罗伦萨，由他们的祖母維多利亞·德拉羅維雷照顾。

### 婚姻和波希米亞

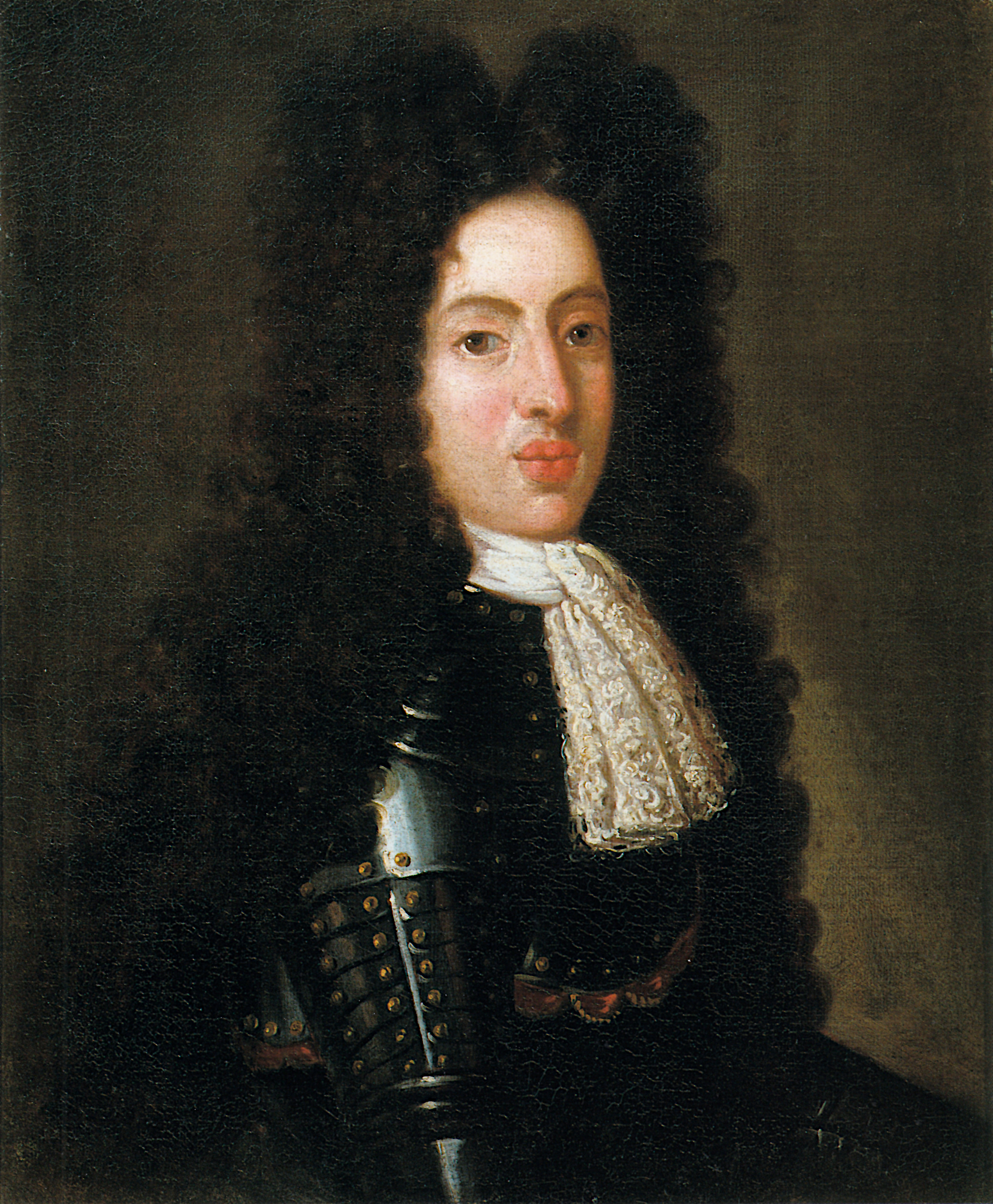
年轻的吉安，尼科洛·卡萨那绘制, 1690

1697年，吉安的长兄費迪南多和他的妻子巴伐利亚的薇爾蘭特·碧翠絲结婚八年后仍然没有子嗣，吉安的姐姐安娜·玛丽亚·路易莎也一样。考虑到家族的未来，科西莫要求安娜为家族唯一未婚的男性吉安寻找一个合适的新娘。安娜推荐她已故小叔子留下的寡妇和萨克森-劳恩堡公爵的潜在继承人安娜·瑪麗亞·法蘭西絲卡
。准新娘被同时代的人描述为「比起公主，更像是波希米亞農民」。1697年7月2日，由奥斯纳布吕克主教主持，他们在普法尔茨的首都杜塞尔多夫举行了婚礼。因为安娜·瑪麗亞·法蘭西絲卡不喜欢城市或者宫廷，所以她要求婚后在她波西米亚的领地居住。
吉安觉得在村庄中生活简直难以忍受。安娜·瑪麗亞·法蘭西絲卡经常会无缘无故的突然发怒，还说和吉安再婚还不如继续做寡妇。缺乏文化生活，以及妻子的敌意使得吉安开始酗酒。在莱希斯塔德生活了1年后，吉安无法压抑自己的厌恶，抛下安娜·玛丽亚逃去了巴黎。这一举动激怒了吉安的父亲科西莫，他曾经明确表示，除非他同意，绝不允许吉安离开安娜·玛丽亚。所以科西莫要求吉安立即回到莱希斯塔德，回到安娜·玛丽亚的身边。安娜·玛丽亚为了让吉安回来，做了一定的努力，但最终只是使得事情变得更糟。最终吉安带着他的行李和心腹朱利亚诺·达米独自前往布拉格。
吉安在布拉格的放荡生活毁了他那曾广受赞誉的肤质和身材，他渐渐变得伤痕累累，并且身材臃肿。达米为他的主人介绍了无数的年轻男人。吉安还经常赌博，他债台高筑，曾一次欠下赌债75万先令。吉安的行为经由普法尔茨传到了佛罗伦萨，吉安回應他父亲的训斥时，把自己的绝望的举止归咎于自己的婚姻，他指责安娜·玛丽亚“反复无常，暴躁以及尖锐的语言”。出于各种考虑，科西莫准备召吉安回佛罗伦萨，他派里努奇尼侯爵去审核吉安的债务。里努奇尼侯爵惊恐的发现连布拉格總教區總主教都在债权人名单中，而安娜·玛丽亚亲切的接见了侯爵，但暗示吉安曾典当自己的珠宝来还债 。吉安希望返回佛罗伦萨，但里努奇尼侯爵认为没有任何办法能够能够强迫安娜·玛丽亚前往佛罗伦萨。在神圣罗马帝国皇帝和皇后的建议下，吉安克服自己对妻子的厌恶情绪返回莱希斯塔德。但他们的和解十分短暂，1703年10月吉安离开去了汉堡，在次年2月返回了布拉格 。
科西莫大公疲于萨克森-劳恩堡公主的顽固，他向教宗克勉十一世求救，教宗让布拉格總教區總主教告诉安娜·玛丽亚，她必须跟吉安去佛罗伦萨。安娜·玛丽亚被激怒，她回复说和吉安一起也没有任何意义，因为他“完全无能”。科西莫承认自己失败，1708年吉安独自返回了佛罗伦萨，从此他再也没有见过他的妻子。

### 返回佛罗伦萨（1708年－1723年）

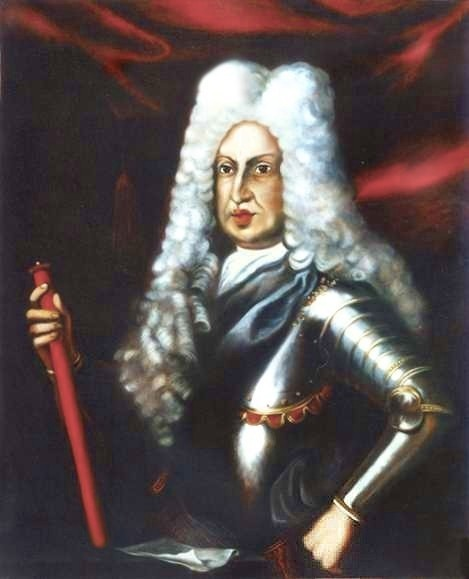
即位前的吉安·加斯托内·德·美第奇 (时间和作者未知)

因为吉安不喜欢父亲那特别虔诚的性格，他选择远离宫廷的生活。 吉安唯一接近的是他的心腹达米。同时，费迪南多感染梅毒，健康情况慢慢恶化，使得吉安即位的可能性大大提高。 但斐迪南不是唯一经历痛苦的人，“吉安厌恶社交，收到的信件他都不愿意打开，这样就可以不用回复。” 同时，吉安脆弱的精神状态使他更愿意独处，每天晚上他都花了大量的时间来喝酒和凝望天空。
大公的继承人费迪南多终于在1713年10月30日死于梅毒，从而引发了佛罗伦萨的继承危机。科西莫三世向佛罗伦萨名义上的立法机关元老院提出修改继承法的议案，希望使普法尔茨选侯夫人安娜·玛丽亚成为吉安的继承人。法案通过的消息迅速传遍了欧洲各国。奥地利拒绝批准，害怕托斯卡纳会落入波旁家族手中。但法国和英国也拒绝了这个法案。
1717年10月，普法尔茨选侯夫人安娜·玛丽亚在丈夫死后的第2年回到了佛罗伦萨。已经和吉安变得亲近的巴伐利亚的维奥兰特·贝娅特丽克丝因为不喜欢选侯夫人而离开宫廷，选侯夫人顺理就成为了托斯卡纳的第一女士。但吉安仍然因为选侯夫人安排了自己的婚事而怨恨她，这段婚姻使吉安遭了11年的罪。
1718年4月4日，英格兰、法国和荷兰（后来奥地利也加入）选择埃丽莎贝塔·法尔内塞（玛格丽塔·德·美第奇外曾孙女）和费利佩五世的长子西班牙的卡洛斯作为托斯卡纳的继承人，选侯夫人的继承权被完全漠视。科西莫三世修改继承权的希望被挫败，但1723年10月31日，在他死前不久，科西莫最后宣布选侯夫人安娜·玛丽亚应该在吉安之后继任。不幸的是，他的声明被完全无视了。

### 统治时期（1723年－1737年）

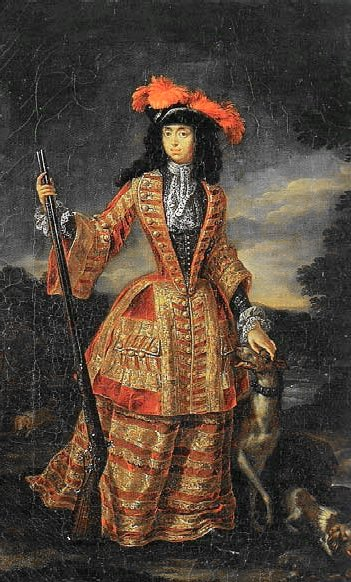
吉安的姐姐普法尔茨选侯夫人安娜·玛丽亚

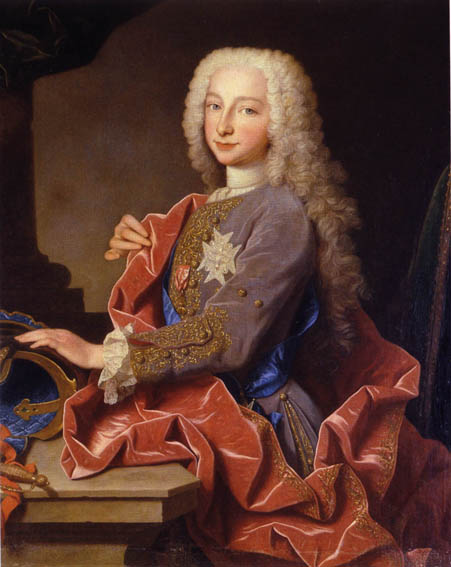
西班牙的卡洛斯，绘于1725年

吉安·加斯托内继承的托斯卡纳正处于一个悲惨的状况中：军队数量不足3000人，王室金库几近枯竭，佛罗伦萨遍地都是乞丐。除去这些，52岁的吉安·加斯托内在一阵突然爆发的热情中统治着这个国家，释放囚犯，废除苛捐杂税，发放抚恤金。
吉安把他守寡的嫂子巴伐利亚的维奥兰特·贝娅特丽克丝召回宫廷，并放逐了自己的姐姐普法尔茨选侯夫人安娜·玛丽亚。维奥兰特在托斯卡纳掌握了至高的权力，吉安把自己所有的公众事务全都交给了她，自己则选择一直躲在床上。他的心腹达米找了很多贫穷但却英俊的年轻人来服侍大公。同时代的人称达米为“吉安·加斯托内宫廷的主宰”，任何想要拜谒大公的人都必须要先贿赂达米。
1723至1731年间，欧洲统治者忙于解决”托斯卡纳问题。”西班牙一直热心的推销他们的候选人西班牙的卡洛斯，尽管他在1718年被定为继承者，但并没有得到普遍的认可；奥地利不希望在意大利有另一位波旁家族的统治者。吉安·加斯托内知道他的姐姐安娜绝对不可能继任托斯卡纳大公，所以他要保证安娜能够继承美第奇家族的财产。因此，他从政府国库中把家族的财产进行了分离。
维奥兰特和选侯夫人安娜·玛丽亚尽管互相讨厌对方，但仍然合力想挽救吉安所剩无几的公众形象。维奥兰特组织宴会希望把吉安从那些年轻男人的身边拉开。但吉安的举止经常会吓跑宾客：他向餐巾裡呕吐，用假发擦嘴，讲粗鲁的笑话。这些宴会一直进行到维奥兰特在1731年去世为止，吉安因此而遭受沉重的打击。1729年，因为长期没有出现在公众面前，有流言说吉安已经去世。为了反击这些流言，大公的姐姐选侯夫人安娜安排他在圣施洗约翰日出席典礼，这也是吉安最后一次在公开场合露面。作为一个酒精上瘾者，吉安在典礼开始前喝醉，然后反复呕吐，最后不得不被抬回了碧提宮。7月，吉安扭伤了脚踝，此后他一直卧床不起。
“托斯卡纳问题”最终在《1731年维也纳协议》中得到解决。为了换取西班牙对《1713年国事诏书》的认可，奥地利最终同意了卡洛斯亲王作为吉安·加斯托内的继承人，没有人关心大公本人是否同意。相反，大公还被指定为卡洛斯亲王的监护人。1731年10月，30000西班牙军队入驻托斯卡纳。时任帕尔马公爵的卡洛斯亲王在次年的3月也来到了托斯卡纳。
1733年波兰王位继承战争爆发，卡洛斯亲王率领西班牙军队南下，击败了奥地利人控制的西西里和那不勒斯。根据1735年的初步和平协议（最终和平协议直到1738年吉安去世才签订《1738年维也纳协议》），卡洛斯親王用帕尔马和托斯卡纳的继承权向洛林公爵弗朗索瓦三世交换了那不勒斯和西西里王国，弗朗索瓦三世还被迫把洛林交给失去对波兰宣称权的斯坦尼斯瓦夫一世作为补偿。吉安大公和弗朗索瓦三世本人的意愿都被无视。后者非常讨厌把自己的领土交给法国人，但神圣罗马皇帝（后来成为他的岳父）勉强他同意。吉安很愤怒，他非常不愿意一个外国人来统治托斯卡纳。1737年1月，西班牙从托斯卡纳撤军，取代他们的是6000奥地利军队。

### 逝世和遗产
1737年7月9日，即他統治的第14年，最後的美第奇家族托斯卡纳大公逝世。吉安的姐姐普法尔茨選侯夫人安娜·瑪麗亞·路易莎·德·美第奇繼承了美第奇家族的所有私有財產，但按照列强的意愿，洛林的弗朗茨继承了托斯卡纳大公头衔。

## 引用
1. ↑  Young, p 460
2. ↑  Hale, J.R., p 191
3. ↑  Young, p 481
4. 1 2  Hale, p 192
5. ↑  Acton, p 115
6. ↑  Galleria Palatina. . www.polomuseale.firenze.it. 2006  [16 November 2009]. （原始内容存档于2011年7月17日） （意大利语）.
7. 1 2 3  Young, p 4733
8. ↑  Strathern, p 399
9. ↑  Acton, p 212
10. 1 2 3  Young, p 474
11. ↑  Acton, p 215
12. ↑  Young, pp, 474 - 475
13. ↑  Strathern, pp. 399–400
14. ↑  Acton, p 219
15. ↑  Acton, pp. 233–234
16. 1 2  Acton, p 324
17. ↑  Strathern, p 403
18. ↑  Acton, pp. 234–235
19. ↑  Acton, p 235
20. 1 2 3  Strathern, p 404
21. ↑  Acton, p245
22. ↑  Strathern, pp. 396–397
23. 1 2  Strathern, p 405
24. ↑  Young, pp. 478–479
25. ↑  Young, p 479
26. ↑  Young, pp. 479–480
27. 1 2 3  Young, p 480
28. ↑  Acton, pp. 265–266
29. ↑  Young, p 487
30. ↑  Acton, p 275
31. 1 2  Young, p 484
32. ↑  Strathern, p 400
33. ↑  Acton, p 271
34. ↑  Young, pp. 486–487
35. ↑  Acton, p 279
36. 1 2  Acton p 280
37. ↑  Aldrich; Wotherspoon, p 306
38. ↑  Acton, p 285
39. ↑  Young, p 489
40. ↑  Young, p 488
41. ↑  Acton, pp. 288–289
42. 1 2  Strathern, p 407
43. ↑  Acton, p 289 - 290
44. ↑  Acton, p 293
45. 1 2  Acton, p 294
46. ↑  Young, p 492
47. ↑  Strathern, p 409
48. 1 2  Acton, p 301